# Palaemon elegans
El camarón de charco (Palaemon elegans) es un pequeño crustáceo de la familia palaemonidae. Su talla máxima es de 5 centímetros y vive en los charcos intermareales. También se encuentra en escolleras y en muelles hasta 2 metros de profundidad. En las Islas Canarias su interés pesquero es de carnada, especialmente viva, para la pesca de sargos, seifías, brecas y otras especies del litoral canario  y se captura ocasionalmente para su consumo. Su carne es de buena calidad (parecida al krill).

## Galería

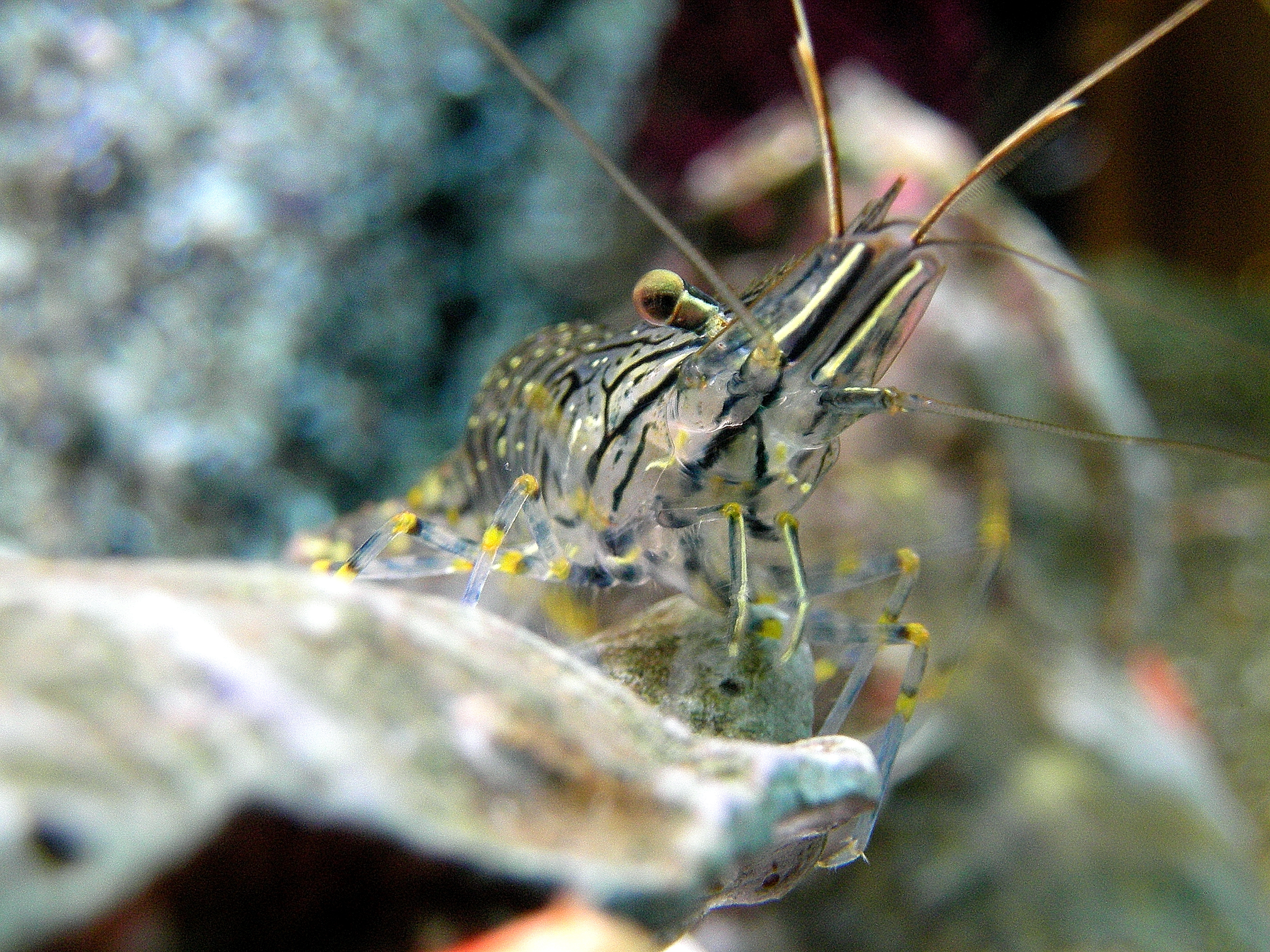
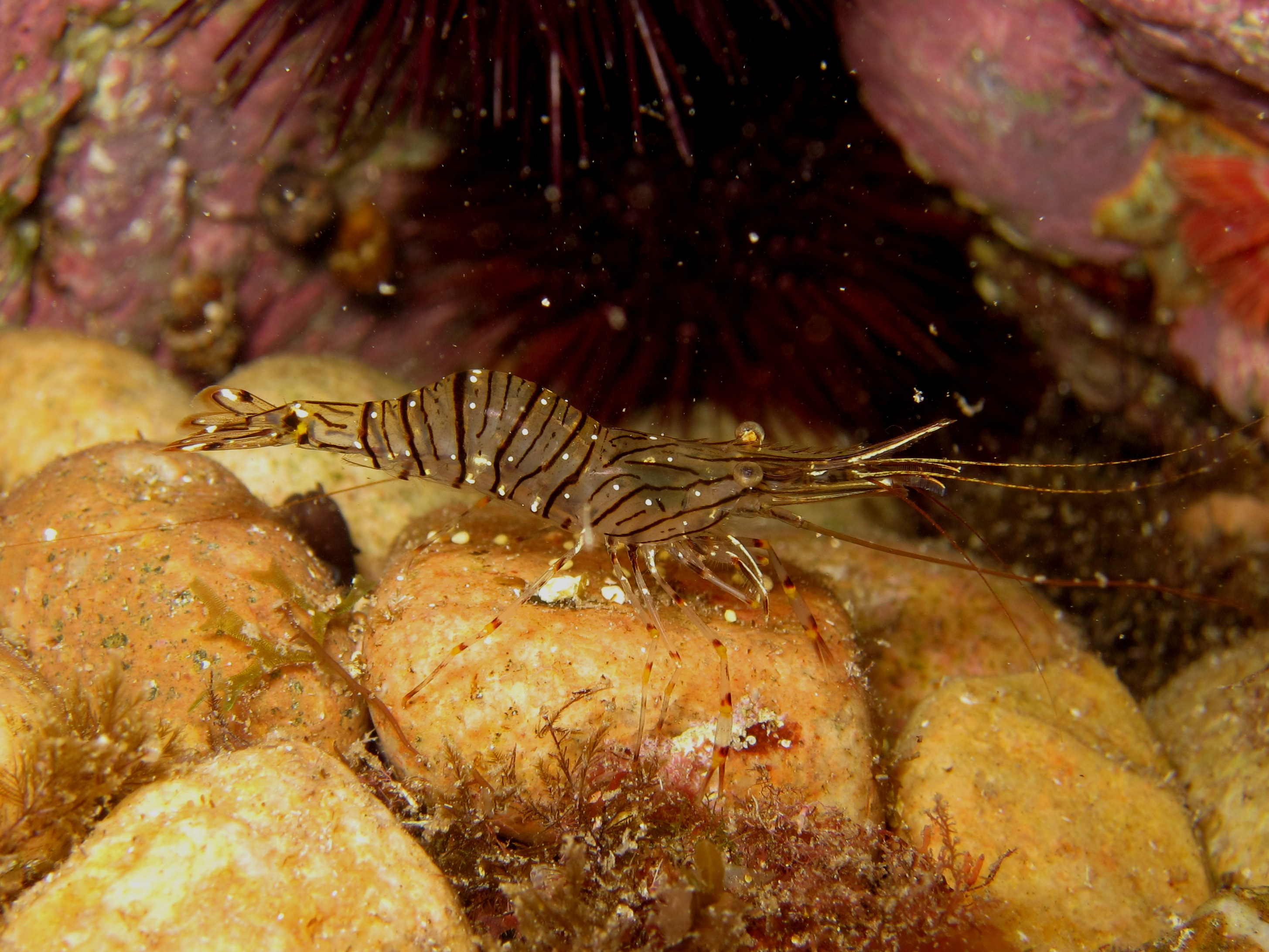
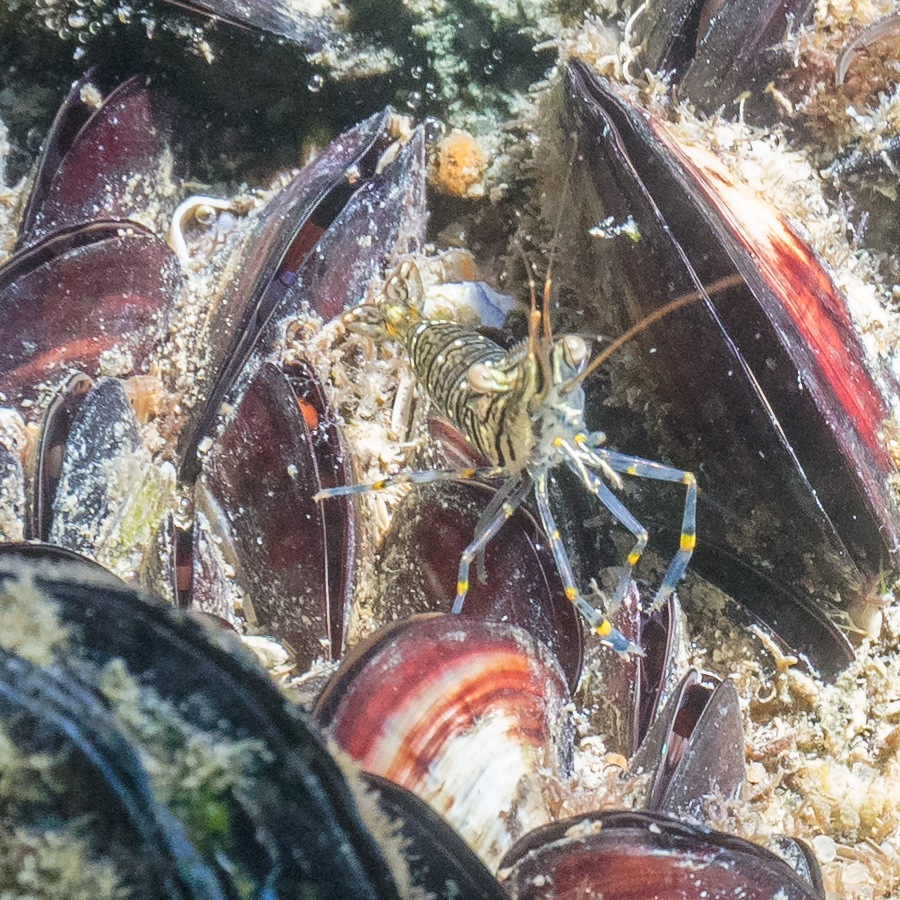
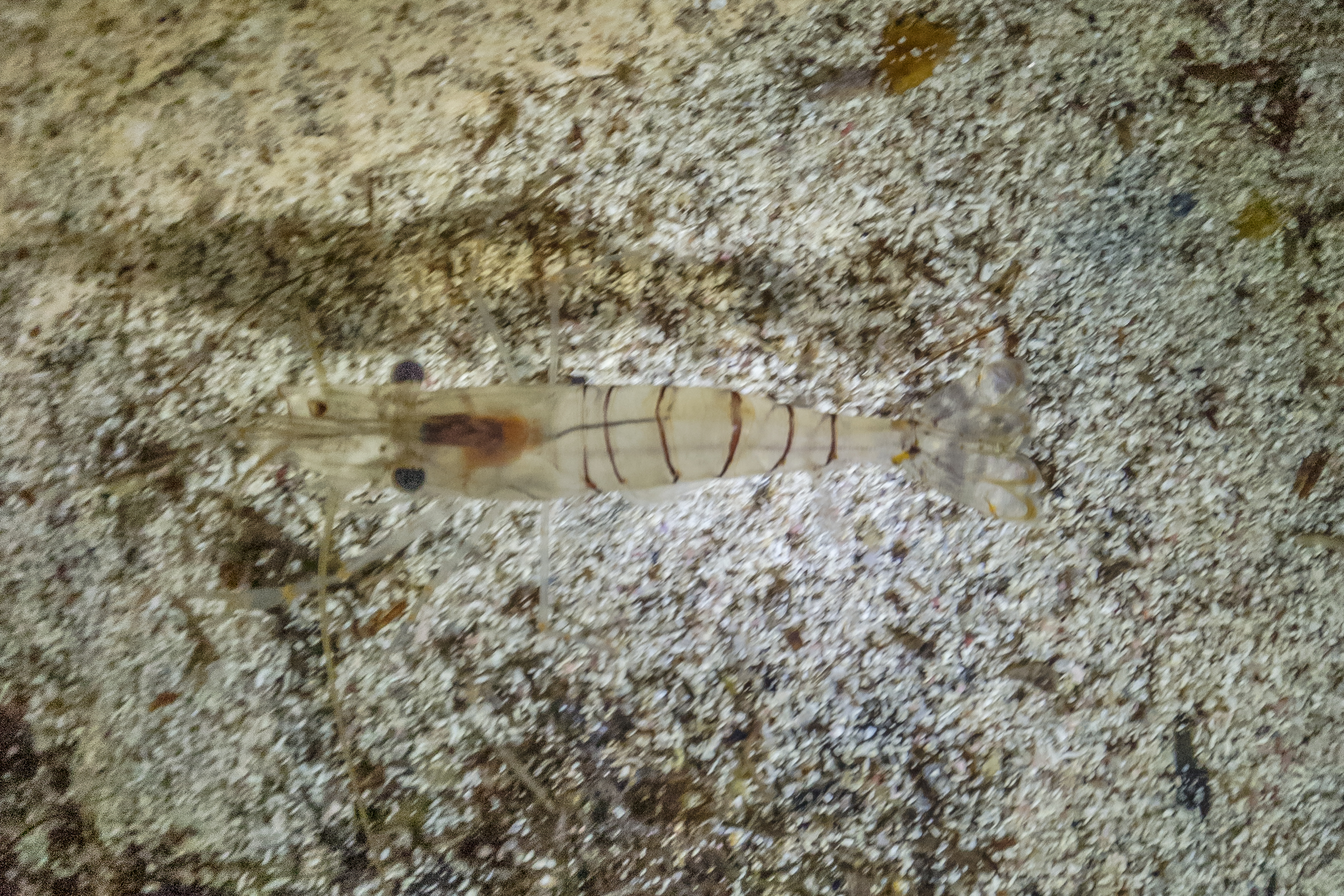
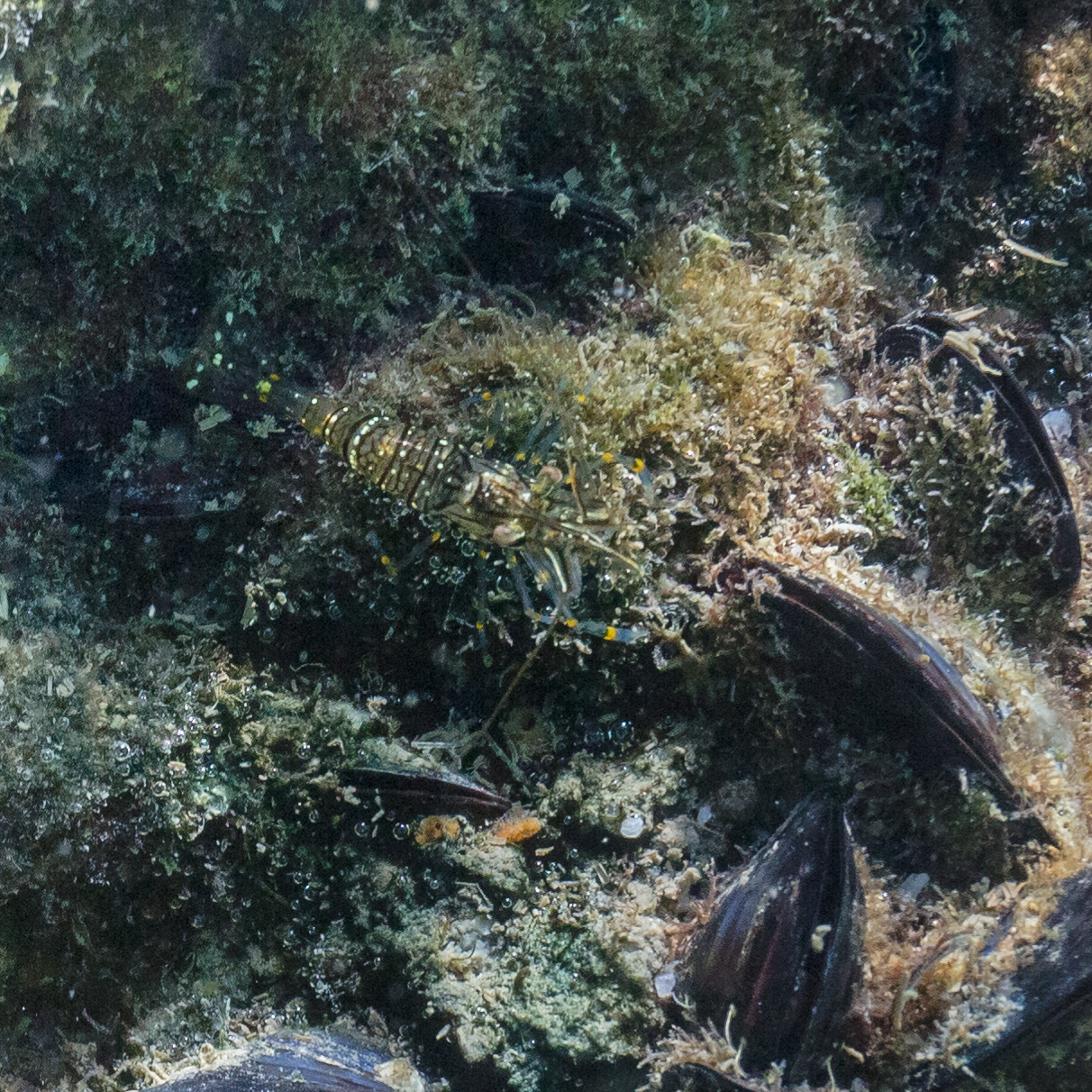

### Citas
1. ↑  López Ruiz de Gauna, Íñigo (2011). «Comportamiento territorial en Palaemon  elegans (Rathke, 1837)». Anales Universitarios de Etología. Archivado desde el original el 4 de marzo de 2016. Consultado el 6 de agosto de 2014.